# ビッカース ヴァレッタ
ビッカース ヴァレッタ
イギリス空軍のビッカース ヴァレッタ C.2（VX573）
- 用途：輸送機
- 製造者：ヴィッカース・アームストロング
- 運用者：イギリス空軍
- 初飛行：1947年6月30日
- 生産数：263機

ビッカース ヴァレッタ（Vickers Valetta）は、1940年代終わりの英国の双発軍用輸送機である。本機は引き込み可能な尾輪式の降着装置を備える全金属製の中翼単葉機であった。

## 設計と開発
ヴァレッタは民間旅客機のヴァイキングを基に開発されており、ヴァイキングの158番目の機体がヴァレッタの試作機となって1947年6月30日にマット・サマーズ（Mutt Summers）の操縦でブルックランズで初飛行を行った。ヴァレッタは、より強力なエンジン、強化された床と大型の貨物積載ドアを備える点でヴァイキングとは根本的に異なった機体であった。
ヴァイキングとヴァレッタを基に似た外観を持つが、多少大型で首車輪式降着装置と胴体下荷室を備えるヴァーシティが派生した。

## 運用の歴史

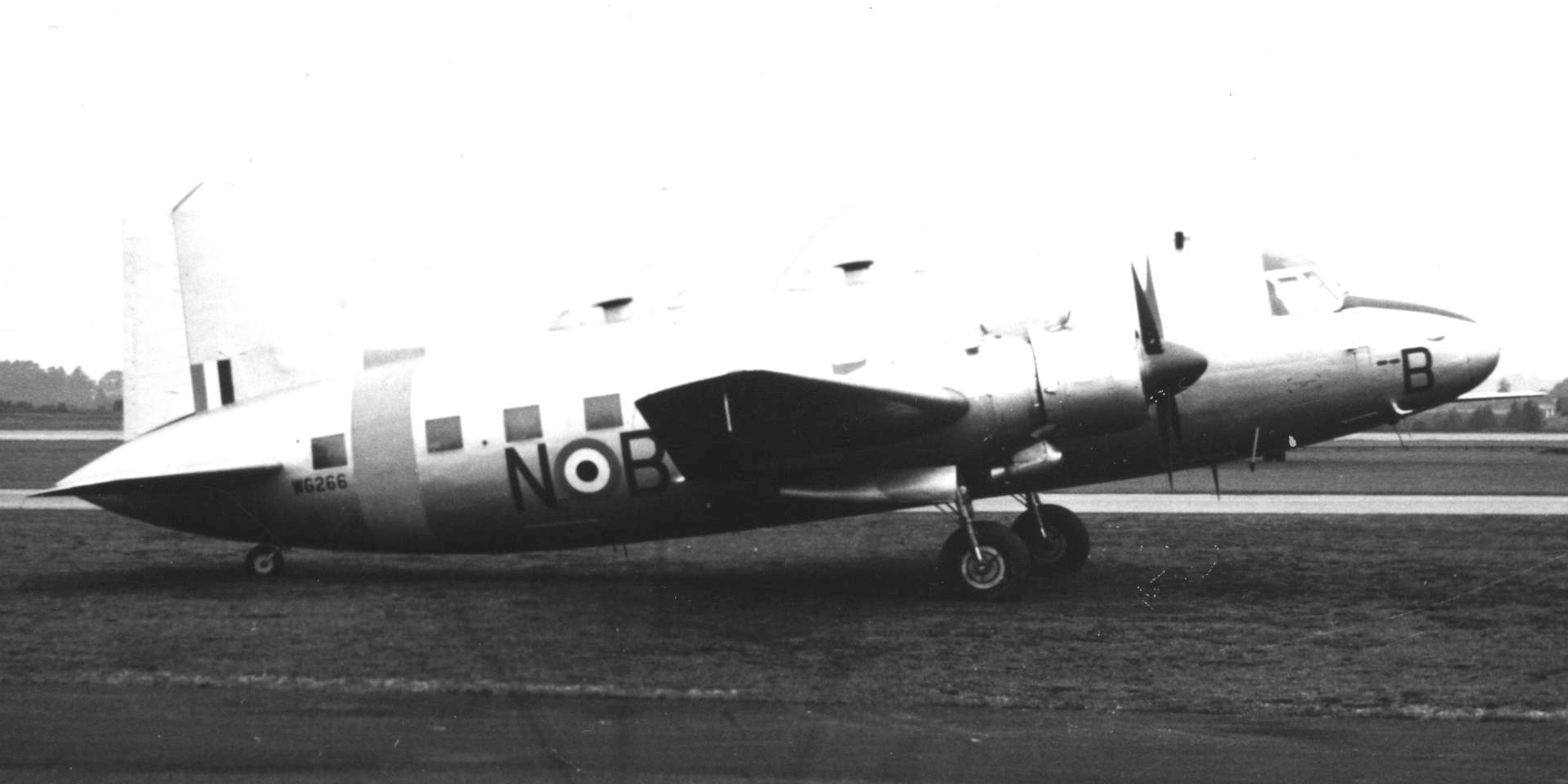
イギリス空軍大学のビッカース ヴァレッタ T.3 （Blackbushe airport in September 1956）。航法訓練用のキャビン天井の天測窓とアンテナに注意。

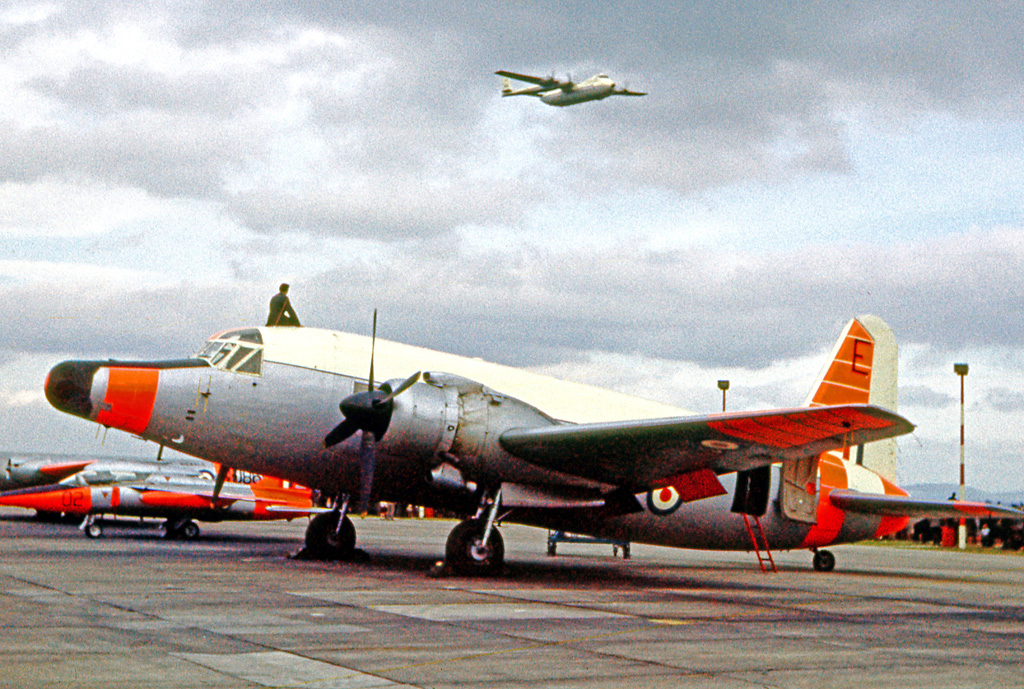
第2航法士学校の機首を延長されたヴァレッタ T.4。

ヴァレッタ C.1はダグラス ダコタに代わって1948年のイギリス空軍の輸送軍団（RAF Transport Command）、中東と極東の輸送飛行隊に就役した。1956年のスエズ危機では空挺兵を降下させる任務に使用され、マレー危機やアデンでの軍事行動のような1950年代、1960年代のイギリスの軍事活動において輸送支援活動に使用された。
ヴァレッタ T.3はクランウェル空軍基地にあるイギリス空軍大学、第1と第2航法士学校で使用する航法訓練機として製造され、1951年8月から配備された。
後に18機が機上要撃任務の搭乗員訓練のために延長された機首にレーダーを搭載したT.4仕様に改装された。

## 派生型
- ヴァレッタ C.1 – 輸送機。211機製造。
- ヴァレッタ C.2 – VIP輸送機。11機製造。
- ヴァレッタ T.3 – 飛行搭乗員訓練機。40機製造。
- ヴァレッタ T.4 – T.3を改造して機首にレーダーを搭載[8]。

## 運用
イギリス
| - イギリス空軍 - 第30飛行隊 - 第48飛行隊 - 第52飛行隊 - 第70飛行隊 - 第78飛行隊 - 第84飛行隊 - 第110飛行隊 | - - 第114飛行隊 - 第115飛行隊 - 第167飛行隊 - 第173飛行隊 - 第187飛行隊 - 第204飛行隊 - 第215飛行隊 - 第216飛行隊 | - - 第233飛行隊 - 第622飛行隊 - 第683飛行隊 - イギリス空軍大学 - 第1航法士学校（No. 1 Air Navigation School） - 第2航法士学校（No. 2 Air Navigation School） |

## 現存機

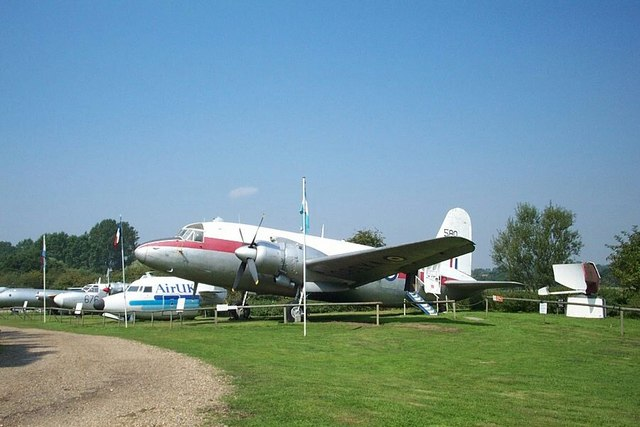
ノーフォーク・アンド・サフォーク航空博物館に展示されているヴァレッタ C.2。

元イギリス空軍のヴァレッタ C.2 VX580がフリクストンにあるノーフォーク・アンド・サフォーク航空博物館に展示されている。

## 事故と事件
- 1951年2月18日にイギリス空軍のヴァレッタが片側エンジンと無線機の故障によりストックホルム・ブロンマ空港の近くに胴体着陸をした。併せて機体への着氷も見られた。22名の乗客と搭乗員の内1名が死亡した。機体は完全に破壊された。
- 1953年1月15日にヴァレッタ C.1 VX562が地中海上空でイギリス空軍のアブロ ランカスターと空中衝突した。搭乗していた全員のヴァレッタの19名とランカスターの7名が死亡した[9]。
- 1953年11月11日にチャンギ空軍基地を離陸したVX490が試験飛行中に行方不明となり、搭乗していた7名全員が死亡した。激しい雷雨の中で機体が破壊されたと考えられる。
- 1954年1月6日に悪天候の中ボヴィントン空軍基地から離陸したヴァレッタ T.3 WJ474がハートフォードシャーのcrashed near Aldbury|オールドベリー近郊で墜落した。この機体にはラグビーチームが搭乗しており、搭乗していた17名が死亡し、1名が助かった[10][11]。
- 1954年2月21日にホンコンから帰還途中のヴァレッタ C.1 WJ494が片肺飛行で接近中にシンガポールのチャンギ空軍基地から2.4 km (1.5 mi)の地点に墜落した。この事故はパイロットが滑走路に進入中に正常なエンジンの方のプロペラをフェザリング状態にしたためとされている。機体が高度を失い樹木に衝突して炎に包まれ、搭乗していた12名中3名が死亡した[12]。
- 1957年4月17日にヴァレッタ C.1 VW832がキング・フセイン国際空港を離陸した5分後に乱気流に見舞われて左主翼が脱落してヨルダンのQueriaに墜落した。搭乗していた26名全員が死亡した[13]。
- 1957年8月22日にイギリス空軍のヴァレッタ VX491 'Y'がマレーシアのTanjong Malim近郊のジャングルに墜落した。イギリス空軍所属の3名の搭乗員は死亡したが、4名のイギリス陸軍整備部隊第55中隊所属のAD servicemenは生存し救出された。墜落の原因はエンジンの故障と考えられている。

## 要目 （ビッカース ヴァレッタ C.1）
出典: Vickers Aircraft since 1908 
諸元
- 乗員: 4
- 定員: 34 troops or 20 paratroops
- 全長: 19.18 m （62 ft 11 in）
- 全高: 5.97 m （19 ft 7 in）
- 翼幅: 27.21 m（89 ft 3 in）
- 翼面積: 82.0 m2 （882 ft2）
- 空虚重量: 11,355 kg （24,980 lb）
- 運用時重量: 16,591 kg （36,500 lb）
- 動力: ブリストル ハーキュリーズ 230 空冷 14気筒星型エンジン、1,473 kW （1,975 hp）   × 2

性能
- 最大速度: 415 km/h （224 kn） 258 mph at 10,000 ft
- 巡航速度: 277 km/h （150 kn [1]） 172 mph
- 航続距離: 2,350 km （1,270 nmi） 1,460 mi
- 実用上昇限度: 6,550 m （21,500 ft）
- 上昇率: 6.48 m/s （1,275 ft/min）
- 翼面荷重: 202 kg/m2 （41.4 lb/ft2）
- 馬力荷重（プロペラ）: 0.178 kW/kg （0.108 hp/lb）